# Rio Negrinho I
Le rio Negrinho I est une rivière brésilienne de l'État de Santa Catarina. Il fait partie du bassin hydrographique du rio Paraná. 

## Géographie
Il naît à 30 kilomètres au sud de la ville de Rio Negrinho qu'il traverse pour se déverser dans le rio Negro, au nord-ouest de la ville.